# Poggio Torriana
Poggio Torriana est une commune italienne de 5 123 habitants située dans la province de Rimini dans la région de l'Émilie-Romagne dans le nord-est de l'Italie. Elle est issue de la fusion au 1er janvier 2014 des communes de Poggio Berni et Torriana.